# Läkemedelsberoende
Läkemedelsberoende kallas beroende av narkotikaklassade läkemedel, det vill säga framför allt smärtstillande medel, sömntabletter eller viss psykofarmaka. Läkemedelsberoende sammanfaller ofta med missbruk, så kallat substansmissbruk, ett skadligt bruk av i detta fall läkemedel. Beroendet integrerar fysiologiska, psykologiska och sociala funktionsfenomen samtidigt som det tyckts anknyta till grundläggande aktiviteter i hjärnan.
Läkemedelsberoende kan uppkomma i en vårdsituation, där personen får narkotikaklassad medicin på recept som personen missbrukar. Sådant läkemedel kan missbrukas antingen för att det överförskrivs (att läkaren skriver ut medicin utan att det finns medicinsk grund), eller för att det säljs illegalt, till exempel via internet, se läkemedelsbrott. Det räknas av ICD-10 som beroendesyndrom och förs till de drogutlösta psykiska störningarna. Läkemedelsberoende kan gälla en särskild substans eller kemiskt olikartade läkemedel. Läkemedelsberoende kan också förekomma tillsammans med andra beroenden, till exempel av alkohol. Läkemedelsberoende orsakas av tolerans och abstinens.

## Grundläggande begrepp

### Tolerans
Tillvänjning till mer eller mindre långvarig konsumtion av en farmakologiskt aktiv substans. Det yttrar sig i att effekten av en viss dos avtar. Därför används en högre dos för att uppnå den önskade effekten. Det finns både metabol och farmakologisk tolerans. Den metabola toleransen sker genom att nedbrytande enzymer regleras upp, medan den farmakologiska sker genom att receptorer regleras ner.
En så kallad "korstolerans" kan också uppstå mellan två läkemedel, om en tolerans har utvecklats för ett av dem, kommer det gälla det andra som inte tidigare tillförts. Det beror på den gemensamma verkningsmekanismen. Detta kan förklaras om t.ex. en person har utvecklat tolerans för heroin kommer tolerans för kodein uppstå som följd på grund av att båda läkemedlen verkar via samma opioidreceptorer. Korstolerans råder också mellan alkohol och andra bensodiazepiner medel.

### Abstinens
När tolerans utvecklats uppstår avbrott i tillförseln av den aktiva substansen. Detta leder till symptom, som är motsatta dem som åstadkoms av substansen. Detta är ett tecken på att en ny jämvikt inställt sig. Den nya jämvikten förutsätter närvaro av substansen för normal funktion, som i sin tur leder till ”bristsymptom” när detta inte finns i systemet.

### Positiv förstärkning
Termen kommer från engelskan ”Positive Reinforcement”, är en psykologisk term, som innebär ett beteende som leder till konsekvenser, att beteendet får en tendens att upprepas med högre frekvens. Positiv förstärkning har ett samband med aktiveringen av lustupplevelse, som t.ex. genom effekter av beroendeframkallande medel.

### Negativ förstärkning
Termen kommer från engelskan ”Negative Reinforcement” där ett beteende kan förstärkas om det leder till att något obehagligt elimineras, som t.ex. minskad oro vid alkoholintag.

## Beroendemekanismernas neurobiologi
Ett stort antal läkemedel är beroendeframkallande. Dessa ämnen är kemiskt sett inte besläktade med varandra, därför är deras verkningar också olika. Vårt samhälle uppfattar skillnader i skadlighet hos beroendeframkallande medel, antingen på grund av organtoxiska effekter eller på grund av en kombination av organtoxiska effekter och förödande effekter på det centrala nervsystemet. En blandning av medicinska och samhällsorienterade överväganden har lett till en gruppering av beroendeframkallande medel i olika kategorier. Se tabell 1.1
Tabell 1.1 Översikt över beroendeframkallande medel med utgångspunkt från hur medlen används. Efter Terenius (1995)
| Tillåtna medel | Läkemedel           | Otillåtna medel |
| -------------- | ------------------- | --------------- |
| Alkohol        | (Amfetaminer)       |                 |
| Nikotin        | Barbiturater        | Kokain          |
|                | Bensodiazepiner     | Ecstasy         |
|                | Opiater             | Heroin          |
|                | (Anabola steroider) | LSD-25          |

Dessa ämnen verkar som biologiskt aktiva substanser d.v.s. via receptorer och transportörer. Transportörernas roll är att reglera nivån av signalsubstanser av monoamintyp, d.v.s. dopamin, noradrenalin eller serotonin, i synapsen. Andra beroendeframkallande medel interfererar med naturliga signalsubstanser, så kallade endogena ligander. Naturliga substanser har varit avgörande för att kartlägga det område i hjärnan som benämns belöningssystemet d.v.s. där den positiva förstärkningen sker. Den positiva förstärkningen är ett beteende, som skiljer sig från det reflexinlärda beteendet genom att de är en förutsättning för att uppnå målet. Dessa beteenden är specialiserade och har en gemensam komponent i vissa neuronala nätverk. Det visar sig att beroende induceras genom förändring i ett nätverk av integrerande system. Den aktiva komponenten i ett nätverk är synapsen. Ett neuron kan ta emot signaler till upp till 1000 neuron. I detta nätverk som utvecklas vid beroende ingår systemet där den positiva förstärkningen sker tillsammans med de sensoriska mekanismer d.v.s. smak, synintryck och lagringsstationer i hippocampus och cerebrala cortex. En naturlig utlöst belöningskänsla försvinner dels genom att signalerna avklingar, men också genom att modulatoriska system aktiveras. Ett sådant system har dynorfiner som signalsubstanser. Dessa neuropeptider är opioida, som verkar via k-receptorer till skillnad från opiater, som verkar via µ-receptorer. En annan neuropeptid, cholecystokinin, påverkas också av opiateffekter och kan vara modifierande. När neuropeptider arbetar på låg nivå ökar risken för att beroendet av ett läkemedel blir permanent.